# Tandflytta
Tandflytta är ett naturreservat i Gagnefs kommun i Dalarnas län.
Området är naturskyddat sedan 2017 och är 173 hektar stort. Reservatet ligger öster (söder) om Västerdalälven och består av gammal tallskog och myrarna Tandflytten och Mocktjärnsmyran. Tandan och en liten del av Mocktjärnen ingår också i reservatet.